# Yin Xiaoyan
Pour les articles homonymes, voir  Yin.
Dans ce nom chinois, le nom de famille, Yin, précède le nom personnel.
Yin Xiaoyan (en chinois : 尹 笑言), née le 28 août 1993 dans la province du Henan, est une karatéka chinoise concourant en kumite moins de 61 kg. Elle est détentrice de six titres asiatiques (2011, 2012, 2015, 2017, 2018, 2019), d'une médaille d'argent mondiale (2018) et d'une médaille d'argent olympique (2021).

## Palmarès

### Jeux olympiques
| Résultat          | Date | Épreuve       | Catégorie | Compétition             | Ville hôte      |
| ----------------- | ---- | ------------- | --------- | ----------------------- | --------------- |
| Médaille d'argent | 2021 | Kumite -61 kg | Seniors   | Jeux olympiques de 2020 | Tokyo, au Japon |

### Championnats du monde
| Résultat          | Date | Épreuve       | Catégorie | Compétition                | Ville hôte         |
| ----------------- | ---- | ------------- | --------- | -------------------------- | ------------------ |
| Médaille d'argent | 2018 | Kumite -61 kg | Seniors   | Championnats du monde 2018 | Madrid, en Espagne |

### Jeux asiatiques
| Résultat           | Date | Épreuve       | Catégorie | Compétition             | Ville hôte            |
| ------------------ | ---- | ------------- | --------- | ----------------------- | --------------------- |
| Médaille d'or      | 2018 | Kumite -61 kg | Seniors   | Jeux asiatiques de 2018 | Jakarta, en Indonésie |
| Médaille de bronze | 2018 | Kumité -61 kg | Seniors   | Jeux asiatiques de 2018 | Jakarta, en Indonésie |

### Championnats d'Asie
| Résultat           | Date | Épreuve            | Catégorie | Compétition              | Ville hôte                 |
| ------------------ | ---- | ------------------ | --------- | ------------------------ | -------------------------- |
| Médaille d'or      | 2011 | Kumite par équipes | Seniors   | Championnats d'Asie 2011 | Quanzhou, en Chine         |
| médaille d'argent  | 2011 | Kumite -61 kg      | Seniors   | Championnats d'Asie 2011 | Quanzhou, en Chine         |
| médaille d'or      | 2012 | Kumité par équipes | Seniors   | Championnats d'Asie 2012 | Tachkent, en Ouzbékistan   |
| médaille de bronze | 2012 | Kumite +68 kg      | Seniors   | Championnats d'Asie 2012 | Tachkent, en Ouzbékistan   |
| médaille d'or      | 2015 | Kumite -61 kg      | Seniors   | Championnats d'Asie 2015 | Yokohama, au Japon         |
| médaille d'or      | 2017 | Kumite -61 kg      | Seniors   | Championnats d'Asie 2017 | Noursoultan, au Kazakhstan |
| médaille d'or      | 2018 | Kumite -61 kg      | Seniors   | Championnats d'Asie 2018 | Amman, en Jordanie         |
| médaille de bronze | 2018 | Kumite par équipes | Seniors   | Championnats d'Asie 2018 | Amman, en Jordanie         |
| médaille d'or      | 2019 | Kumite -61 kg      | Seniors   | Championnats d'Asie 2019 | Tachkent, en Ouzbékistan   |